# No llores mujer
«No llores mujer» es una canción interpretada por el cantante puertorriqueño Anuel AA, en colaboración con el baterista estadounidense Travis Barker. El tema fue escrito por Anuel, y producido por José Gazmey, su padre. La canción es una versión en español de la canción «No Woman, No Cry» de Bob Marley y The Wailers. Forma parte de su segundo álbum de estudio Emmanuel, lanzado en mayo de 2020.

## Antecedentes y composición

### Antecedentes e inspiración

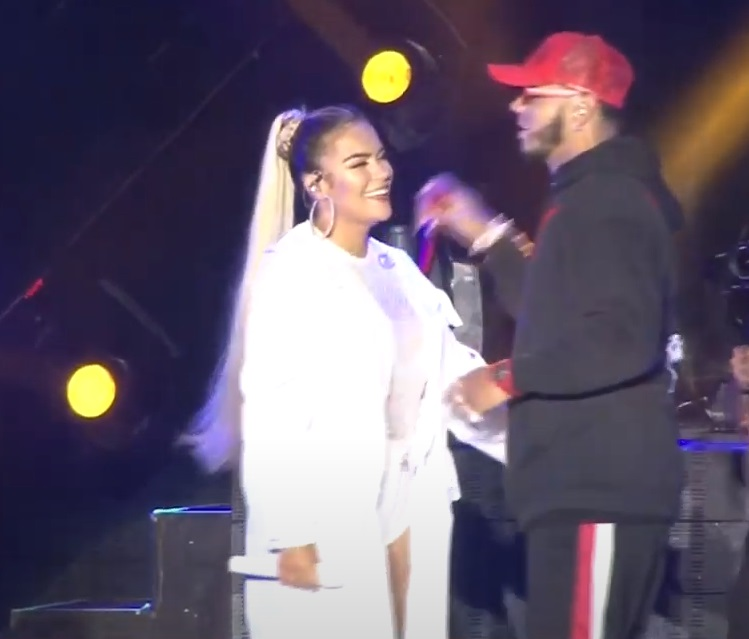
Según cuenta Anuel, este tema es muy especial para él, ya que, como el cuenta, va dedicada a su pareja (en aquél entonces) Karol G, por el momento en que le pidió matrimonio.

Tal como lo aseguró Anuel en una entrevista para el programa «The Late Show» de James Corden, escribió la letra de la canción dedicandosela a su pareja de aquél entonces, la también cantante Karol G, por el momento en el que le pidió matrimonio, por lo que consideraba muy importante dicha canción para él.
En la misma entrevista, Anuel también confesó "Cuando estoy estresado o tengo un mal día, siempre escucho la música de Bob Marley, creo que es muy espiritual. Me calma el alma y me da paz", para luego añadir: 

«La canción ‘No Woman No Cry’ es mi favorita de toda su discografía. Nunca pensé que su familia iba a darme su aprobación para utilizarla en mi canción. Cuando lo hicieron, fue como un sueño hecho realidad»
— Anuel AA

### Estilo y producción
Anuel también comentó: «Quería probar con esta canción que puedo salir de mi zona de confort y hacer otro tipo de género que diferente a la música callejera o al reggaeton»
La canción cuenta con la participación del miembro de Blink 182, Travis Barker en la batería, además de un arreglo de coros. 

#### Análisis
La canción está en tonalidad de La mayor y empieza con una guitarra eléctrica Gibson (aunque en el videoclip de la canción aparece una guitarra Fender Stratocaster) moviendose entre los acordes de: La - Mi/Sol# - Fa#m - Re - La - Re - La (add9), para luego entrar el órgano Hammond y el bajo eléctrico y dar paso a la guitarra acústica junto con la voz de Anuel AA. Luego alrededor del minuto 1:08 aparecen los coros tipo góspel para dar paso a la batería de Travis Barker por el minuto 1:25. Después en el minuto 2:15, la canción pasa adoptar un estilo reggae clásico de Bob Marley, para en el minuto 2:39 volver a un estilo mas lento. 

## Créditos
- Anuel AA: Interpretación y letra
- Bob Marley (acreditado como Vicent Ford): Letra y producción.
- Producción: José Gazmey, Bob Marley (acreditado como Vicent Ford).
- Batería: Travis Barker
- Bajo: (Músico desconocido)
- Guitarra eléctrica: (Músico desconocido)
- Guitarra acústica: (Música desconocido)
- Coros: (Desconocido)
- Órgano Hammond: (Músico desconocido)